# Liste der Biografien/Ston
Liste der Biografien |
Portal Biografien |
Personensuche
# |
A |
B |
C |
D |
E |
F |
G |
H |
I |
J |
K |
L |
M |
N |
O |
P |
Q |
R |
S |
T |
U |
V |
W |
X |
Y |
Z |
?
 
Sa |
Sb |
Sc |
Sd |
Se |
Sf |
Sg |
Sh |
Si |
Sj |
Sk |
Sl |
Sm |
Sn |
So |
Sp |
Sq |
Sr |
Ss |
St |
Su |
Sv |
Sw |
Sy |
Sz
 
Sta |
Ste |
Sth |
Sti |
Stj |
Stl |
Sto |
Str |
Sts |
Stt |
Stu |
Stv |
Stw |
Sty
 
Stoa |
Stob |
Stoc |
Stod |
Stoe |
Stof |
Stog |
Stoh |
Stoi |
Stoj |
Stok |
Stol |
Stom |
Ston |
Stoo |
Stop |
Stoq |
Stor |
Stos |
Stot |
Stou |
Stov |
Stow |
Stox |
Stoy |
Stoz
Die Liste der Biografien führt alle Personen auf, die in der deutschsprachigen Wikipedia einen Artikel haben. Dieses ist eine Teilliste mit 214 Einträgen von Personen, deren Namen mit den Buchstaben „Ston“ beginnt.

## Ston

### Stona
- Stona, Rojé (* 1999), jamaikanischer Diskuswerfer
- Stonawski, Maria (1861–1944), Mäzenin und Schriftstellerin

### Stonb
- Stonborough-Wittgenstein, Margarethe (1882–1958), Bauherrin des Hauses Wittgenstein in WienMargarethe Stonborough-Wittgenstein (1882–1958)

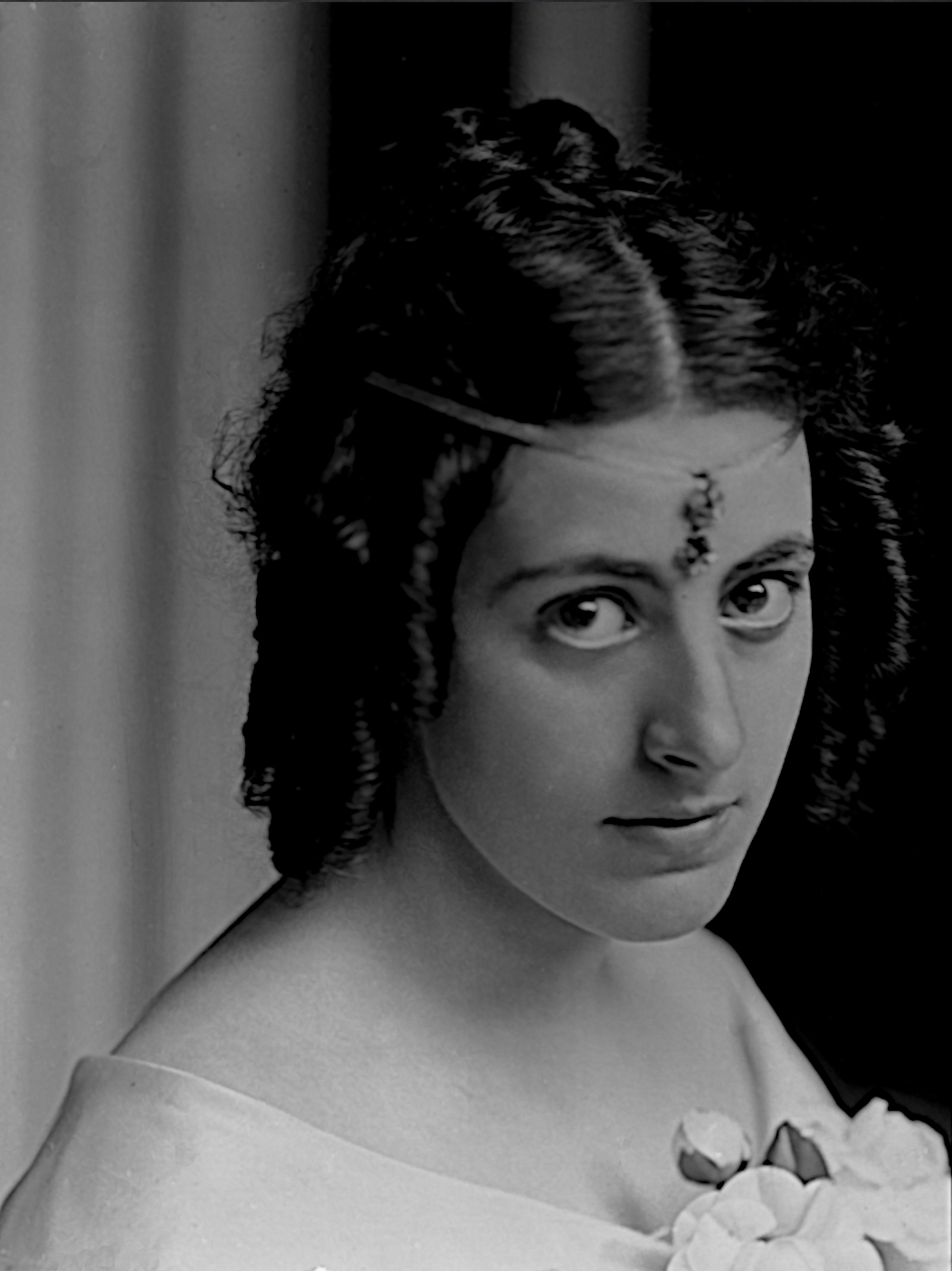
Margarethe Stonborough-Wittgenstein (1882–1958)

### Stonc
- Stončaitis, Algirdas (* 1962), litauischer Manager und Beamte

### Stone
- Stone, Alfred P. (1813–1865), US-amerikanischer Politiker
- Stone, Allan (* 1945), australischer Tennisspieler
- Stone, Andrew L. (1902–1999), US-amerikanischer Filmregisseur
- Stone, Andrew, Baron Stone of Blackheath (* 1942), britischer Politiker (Labour Party), Mitglied des House of Lords
- Stone, Angie (1961–2025), US-amerikanische Sängerin
- Stone, Angus (* 1986), australischer Singer-Songwriter
- Stone, Arnold (1910–2004), kanadischer Skispringer
- Stone, Arthur Harold (1916–2000), britischer Mathematiker
- Stone, Audrey, englische Badmintonspielerin
- Stone, Barton (1772–1844), US-amerikanischer christlicher Geistlicher
- Stone, Benjamin (* 1987), britischer Schauspieler
- Stone, Biz (* 1974), US-amerikanischer Unternehmer, Mitbegründer und Creative Director von TwitterBiz Stone (* 1974)

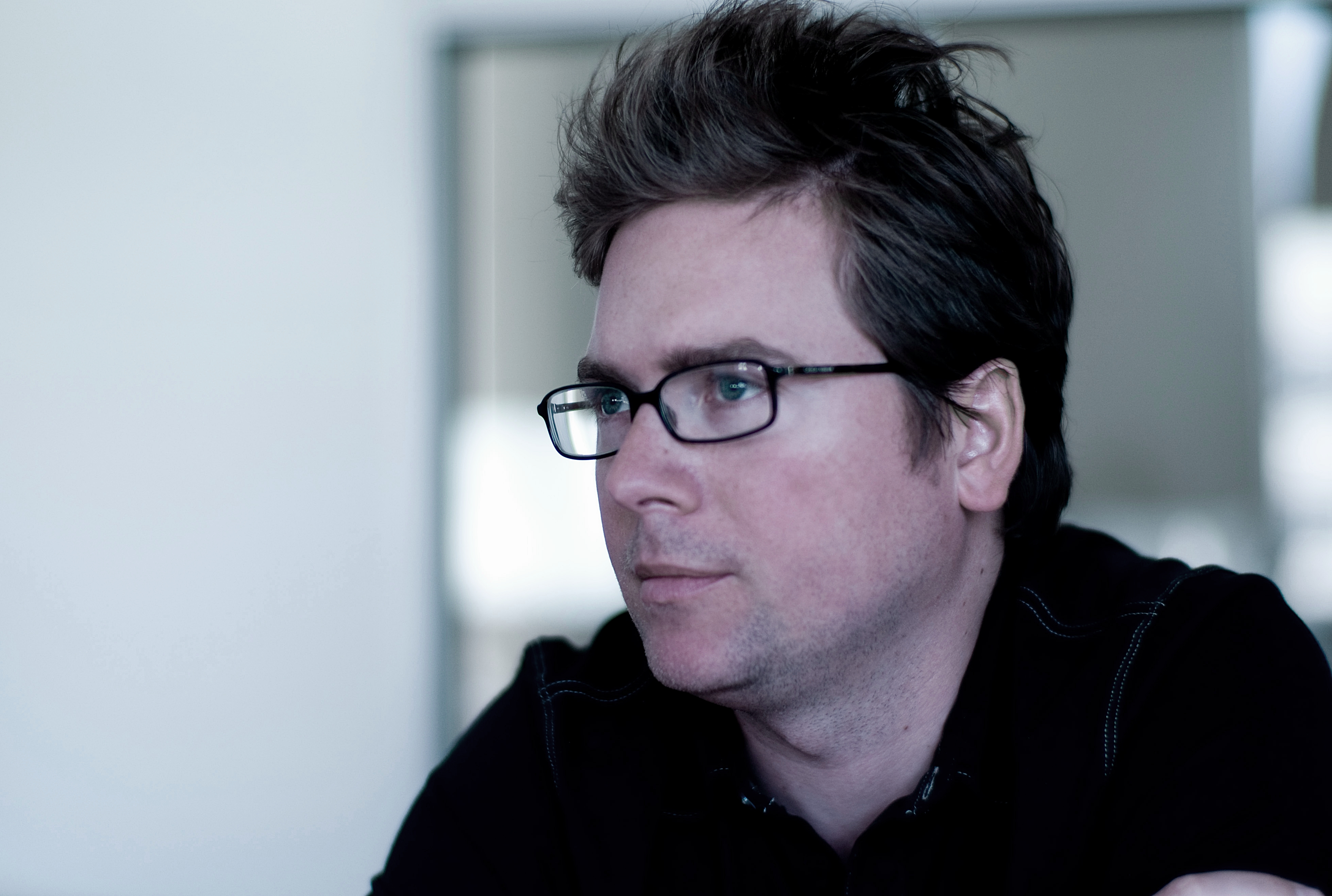
Biz Stone (* 1974)

- Stone, Brad (* 1971), US-amerikanischer Journalist und Autor
- Stone, Burton (1928–2008), US-amerikanischer Filmproduzent und Manager
- Stone, Carl (* 1953), US-amerikanischer Komponist
- Stone, Charles Warren (1843–1912), US-amerikanischer Politiker
- Stone, Claude U. (1879–1957), US-amerikanischer Politiker
- Stone, Cliffie (1917–1998), US-amerikanischer Country-Musiker, Moderator und Produzent
- Stone, Cody (* 1987), deutscher Zauberer
- Stone, Court (1919–1983), kanadischer Pianist; Komponist und Musikpädagoge
- Stone, Curtis (1922–2021), US-amerikanischer Mittelstrecken-, Langstrecken- und Hindernisläufer
- Stone, Curtis (* 1975), australischer Fernseh-Koch und Kochbuchautor
- Stone, Cynthia (1926–1988), US-amerikanische Fernsehschauspielerin
- Stone, Dan (* 1971), britischer Neuzeithistoriker
- Stone, David (1770–1818), US-amerikanischer Politiker
- Stone, David (* 1966), US-amerikanischer Theater- und Filmproduzent
- Stone, David (* 1972), französischer Zauberkünstler
- Stone, David E. (* 1947), US-amerikanischer Tontechniker
- Stone, David L. (1876–1959), US-amerikanischer Offizier, Generalmajor der US Army
- Stone, Doug (* 1956), US-amerikanischer Country-Musiker
- Stone, Eben F. (1822–1895), US-amerikanischer Politiker
- Stone, Edward (1702–1768), Geistlicher der Church of England in Chipping Norton und erster neuzeitlicher Forscher
- Stone, Edward C. (1936–2024), US-amerikanischer Physiker, Planetologe und Weltraumforscher
- Stone, Edward Durell (1902–1978), US-amerikanischer Architekt

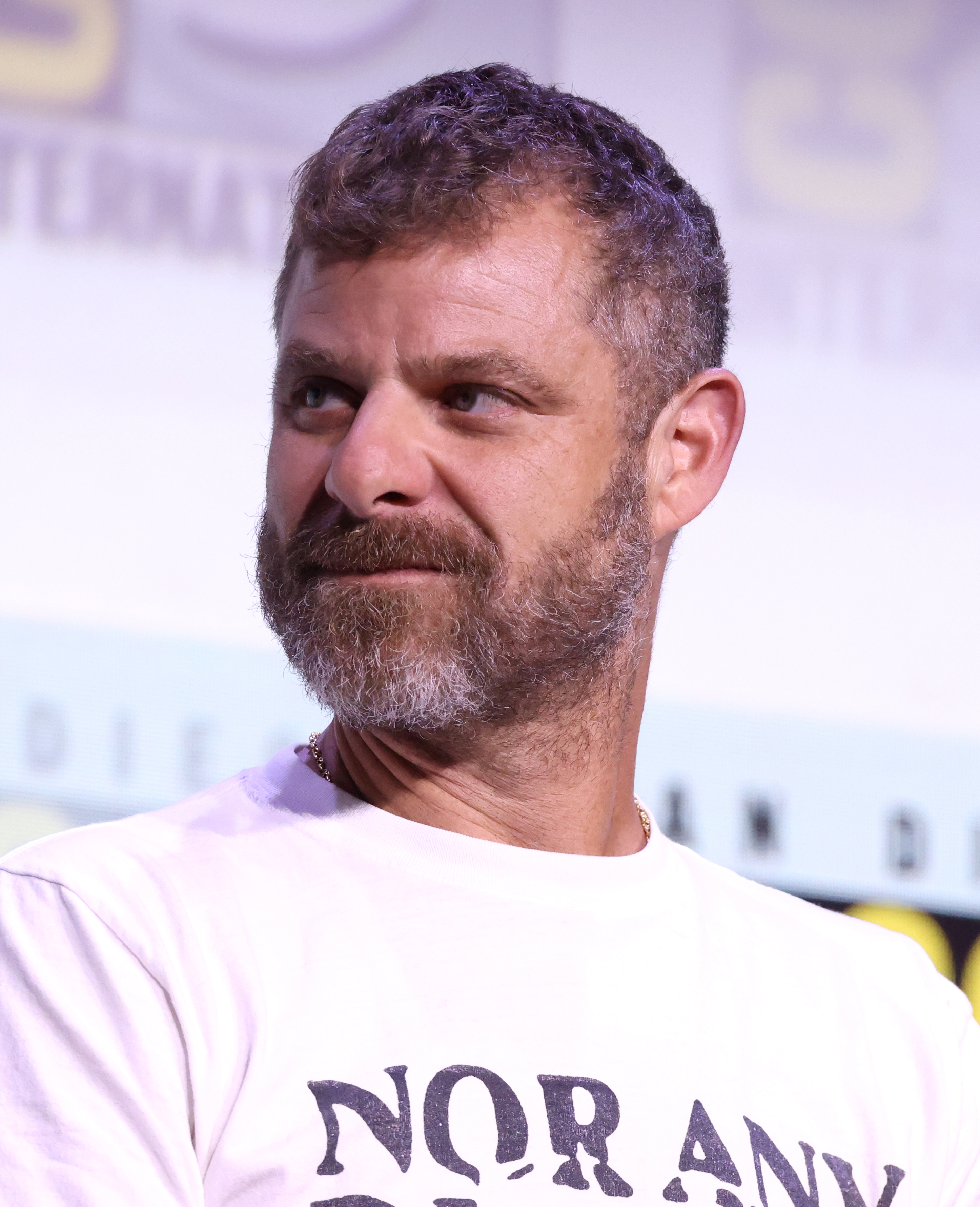
Matt Stone (* 1971)

- Stone, Emma (* 1988), US-amerikanische Schauspielerin und FilmproduzentinEmma Stone (* 1988)

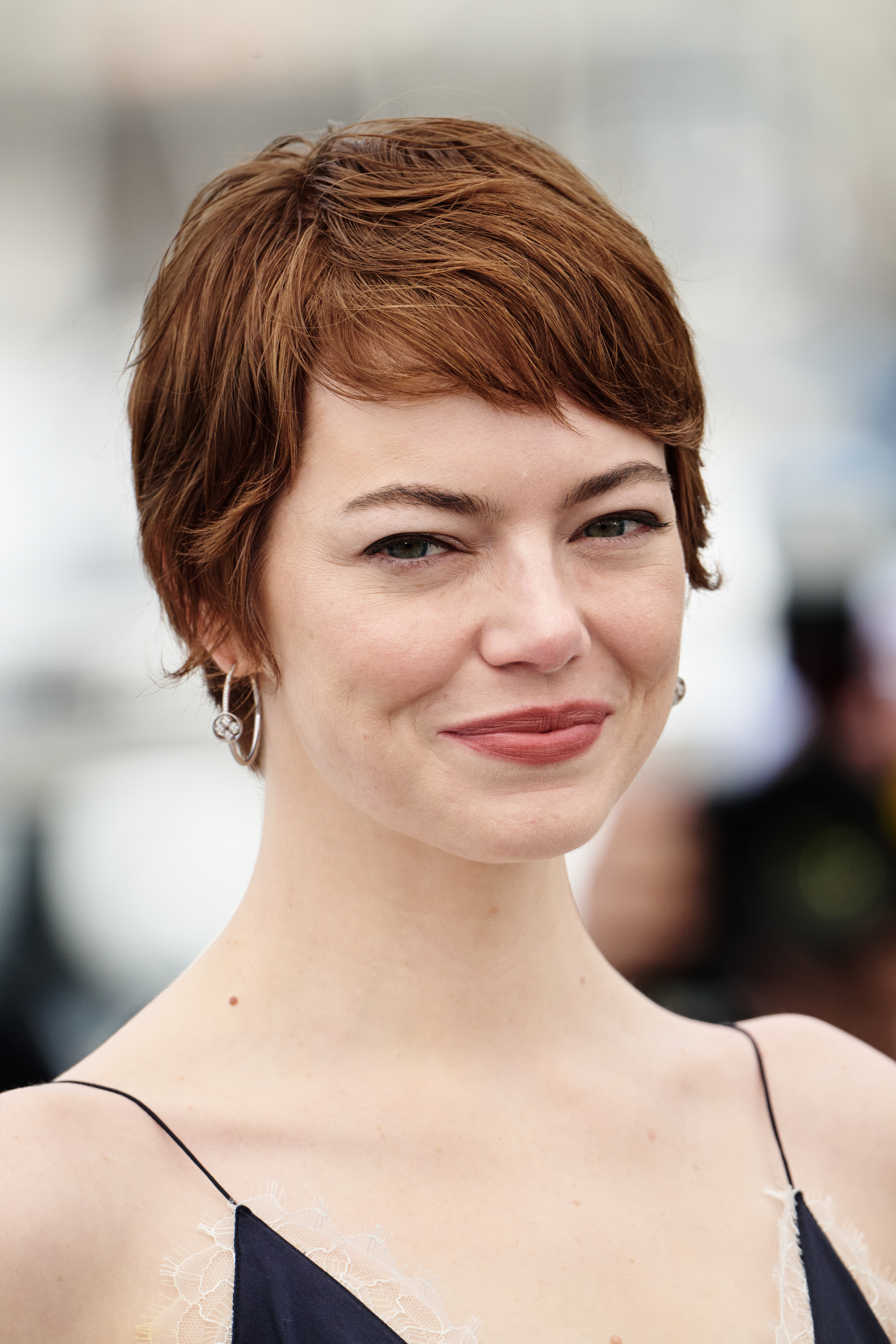
Emma Stone (* 1988)

- Stone, Eric (* 1946), britischer Radrennfahrer
- Stone, Erika (* 1924), US-amerikanische Fotografin deutscher Herkunft
- Stone, Evan (* 1964), US-amerikanischer Pornodarsteller
- Stone, F. Gordon A. (1925–2011), britisch-US-amerikanischer Chemiker
- Stone, Fred (1935–1986), kanadischer Flügelhornist, Trompeter und Komponist
- Stone, Frederick (1820–1899), US-amerikanischer Jurist und Politiker
- Stone, Genevra (* 1985), US-amerikanische Ruderin
- Stone, Geno (* 1999), US-amerikanischer Footballspieler
- Stone, George Cameron (1859–1935), US-amerikanischer Metallurge und Ingenieur für Bergbau, Waffensammler
- Stone, George E. (1903–1967), polnisch-amerikanischer Schauspieler
- Stone, George Lawrence (1886–1967), US-amerikanischer Schlagzeuger und Schlagzeuglehrer
- Stone, Glenn Davis, US-amerikanischer Anthropologe
- Stone, Grace (* 1994), britische Schauspielerin
- Stone, Grace Zaring (1891–1991), US-amerikanische Schriftstellerin
- Stone, Gregory (1900–1991), russisch-US-amerikanischer Pianist und Komponist
- Stone, Hal (1927–2020), US-amerikanischer Psychotherapeut und Autor
- Stone, Harlan Fiske (1872–1946), US-amerikanischer Jurist, Justizminister und Präsident des Obersten Gerichtshofes
- Stone, Harold J. (1913–2005), US-amerikanischer Schauspieler
- Stone, Harold S. (* 1938), US-amerikanischer Informatiker
- Stone, Henry (1616–1653), englischer Porträtmaler
- Stone, Howard A. (* 1960), US-amerikanischer Chemieingenieur
- Stone, I. F. (1907–1989), amerikanischer Investigativjournalist
- Stone, Irving (1903–1989), US-amerikanischer Schriftsteller
- Stone, Irwin (1907–1984), US-amerikanischer Chemiker und Autor
- Stone, Isabelle (1868–1966), US-amerikanische Physikerin
- Stone, Jaeger (* 1990), australischer Windsurfer
- Stone, James M., US-amerikanischer Astrophysiker
- Stone, James W. (1813–1854), US-amerikanischer Politiker
- Stone, Jamie (* 1954), schottischer Politiker und Mitglied der Liberal Democrats
- Stone, Jeff, amerikanischer Autor
- Stone, Jenna (* 1993), US-amerikanische Schauspielerin
- Stone, Jennifer (* 1993), US-amerikanische SchauspielerinJennifer Stone (* 1993)

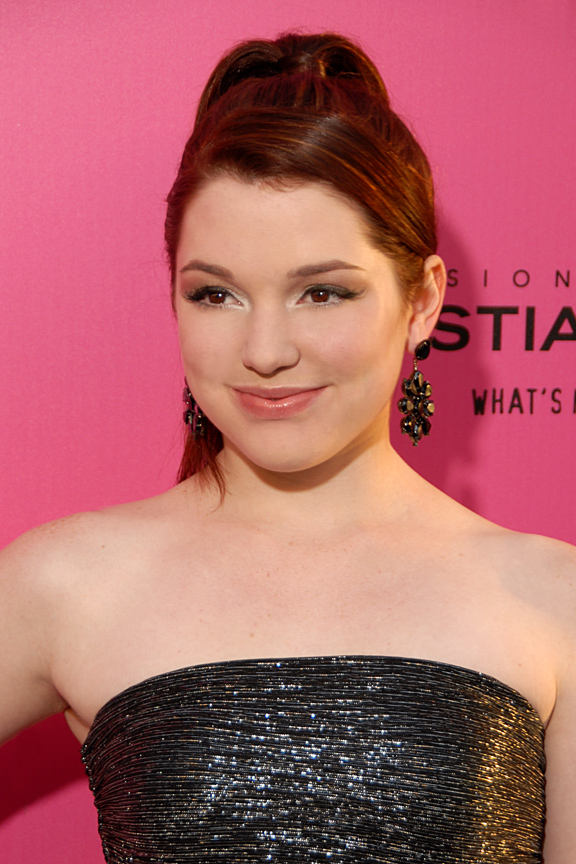
Jennifer Stone (* 1993)

- Stone, Jesse (1836–1902), US-amerikanischer Politiker
- Stone, Jesse (1901–1999), US-amerikanischer Jazz- und R&B-Musiker
- Stone, Jessica D. (* 1990), US-amerikanische Theater-, Film- und Fernsehschauspielerin sowie Synchronsprecherin
- Stone, Joanna (* 1972), australische Speerwerferin
- Stone, John (1888–1961), US-amerikanischer Filmproduzent und Drehbuchautor
- Stone, John Benjamin (1838–1914), britischer Industrieller, Politiker, Mitglied des House of Commons und Fotograf
- Stone, John Hoskins († 1804), US-amerikanischer Politiker
- Stone, John M. R., kanadischer Klimatologe
- Stone, John Marshall (1830–1900), US-amerikanischer Politiker
- Stone, John Stone (1869–1943), US-amerikanischer Mathematiker, Physiker und Erfinder
- Stone, John W. (1838–1922), US-amerikanischer Jurist und Politiker
- Stone, Jon (1931–1997), US-amerikanischer Autor, Regisseur und Produzent
- Stone, Joseph (1914–2001), kanadisch-amerikanischer Drehbuchautor, Box-Schiedsrichter und Professor für Englisch
- Stone, Joseph Champlin (1829–1902), US-amerikanischer Politiker
- Stone, Joseph, Baron Stone (1903–1986), britischer Arzt
- Stone, Joss (* 1987), britische SoulsängerinJoss Stone (* 1987)

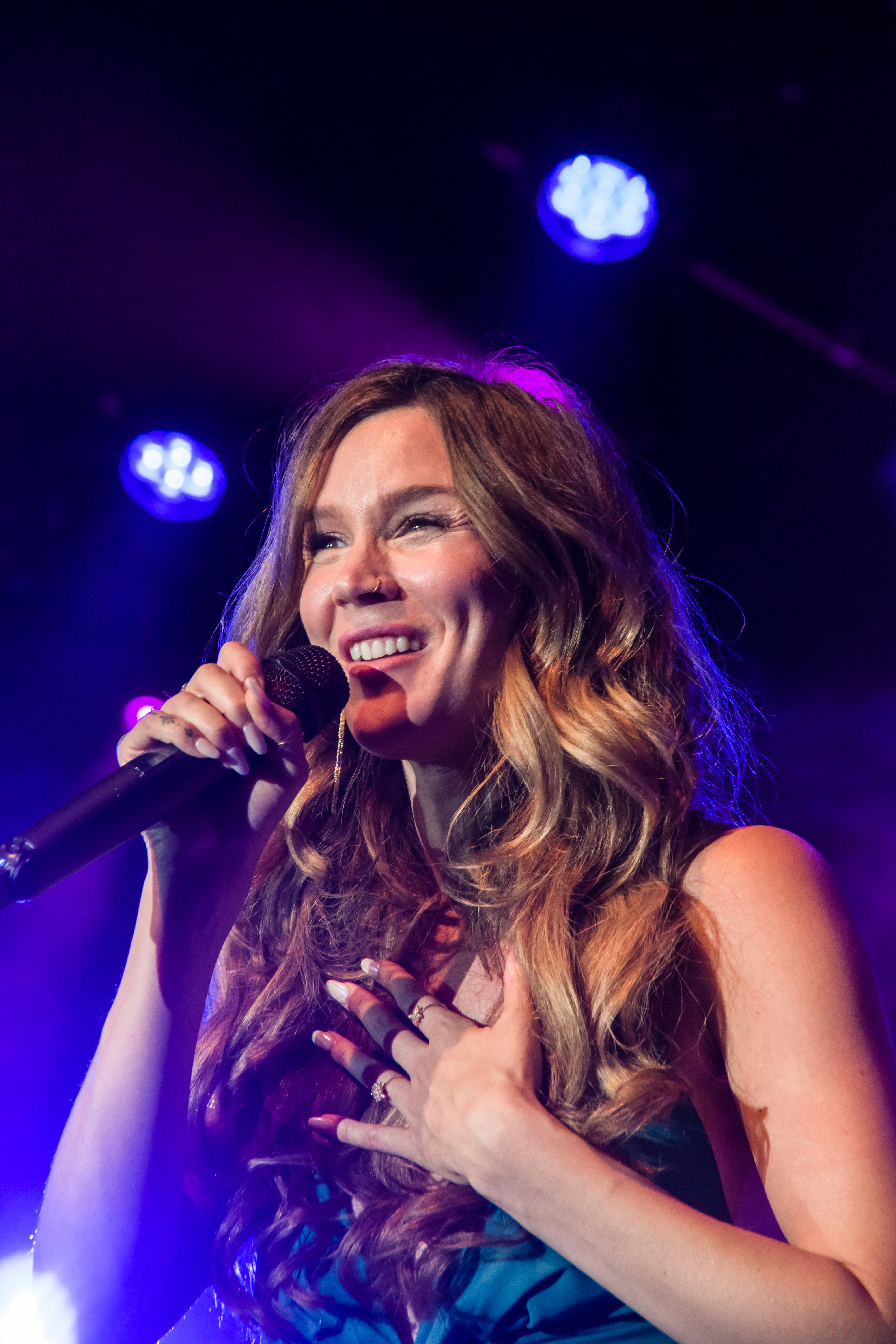
Joss Stone (* 1987)

- Stone, Julia (* 1984), australische Singer-Songwriterin
- Stone, Julius (1907–1985), britischer Rechtstheoretiker und Internationalist
- Stone, Karen (* 1952), britisch-deutsche Theaterregisseurin und -intendantin
- Stone, Kate (1841–1907), Tagebuchschreiberin
- Stone, Kathryn (* 1988), kanadische Biathletin
- Stone, Lara (* 1983), niederländisches Model
- Stone, Lawrence (1919–1999), englischer Historiker
- Stone, LeRoy (1894–1949), US-amerikanischer Filmeditor
- Stone, Lew (1898–1969), britischer Orchesterleiter
- Stone, Lewis (1879–1953), US-amerikanischer Schauspieler
- Stone, Lucy (1818–1893), US-amerikanische Frauenrechtlerin und Abolitionistin
- Stone, Marcus (1840–1921), englischer Maler und Illustrator
- Stone, Marianne (1922–2009), britische Schauspielerin
- Stone, Mark (* 1992), kanadischer Eishockeyspieler
- Stone, Marshall Harvey (1903–1989), US-amerikanischer Mathematiker und Hochschullehrer
- Stone, Mason S. (1859–1940), US-amerikanischer Erzieher und Politiker
- Stone, Matt (* 1971), US-amerikanischer Schauspieler, Drehbuchautor, Produzent und RegisseurMatt Stone (* 1971)
- Stone, Melanie (* 1988), US-amerikanische Schauspielerin
- Stone, Merlin (1931–2011), US-amerikanische Theologin, Kunsthistorikerin und Bildhauerin
- Stone, Michael (1922–1993), österreichisch-britischer Journalist, Schriftsteller, Literaturkritiker, Theaterkritiker und Übersetzer
- Stone, Michael (* 1955), britischer, militanter und protestantischer Extremist (Loyalist)
- Stone, Michael (* 1990), kanadischer Eishockeyspieler
- Stone, Michael J. (1747–1812), US-amerikanischer Politiker
- Stone, Michael L. (1949–2005), US-amerikanischer Kameramann, Kameraassistent und Kameraoperateur
- Stone, Michael P. W. (1925–1995), US-amerikanischer Politiker
- Stone, Milburn (1904–1980), US-amerikanischer Schauspieler
- Stone, Misty (* 1986), US-amerikanisches Model und Pornodarstellerin
- Stone, Nicholas (1583–1647), englischer Bildhauer und Architekt
- Stone, Nick (* 1966), britischer Schriftsteller
- Stone, Nikki (* 1971), US-amerikanische Freestyle-Skisportlerin
- Stone, Norman (1941–2019), britischer Historiker
- Stone, Oliver (* 1946), US-amerikanischer RegisseurOliver Stone (* 1946)

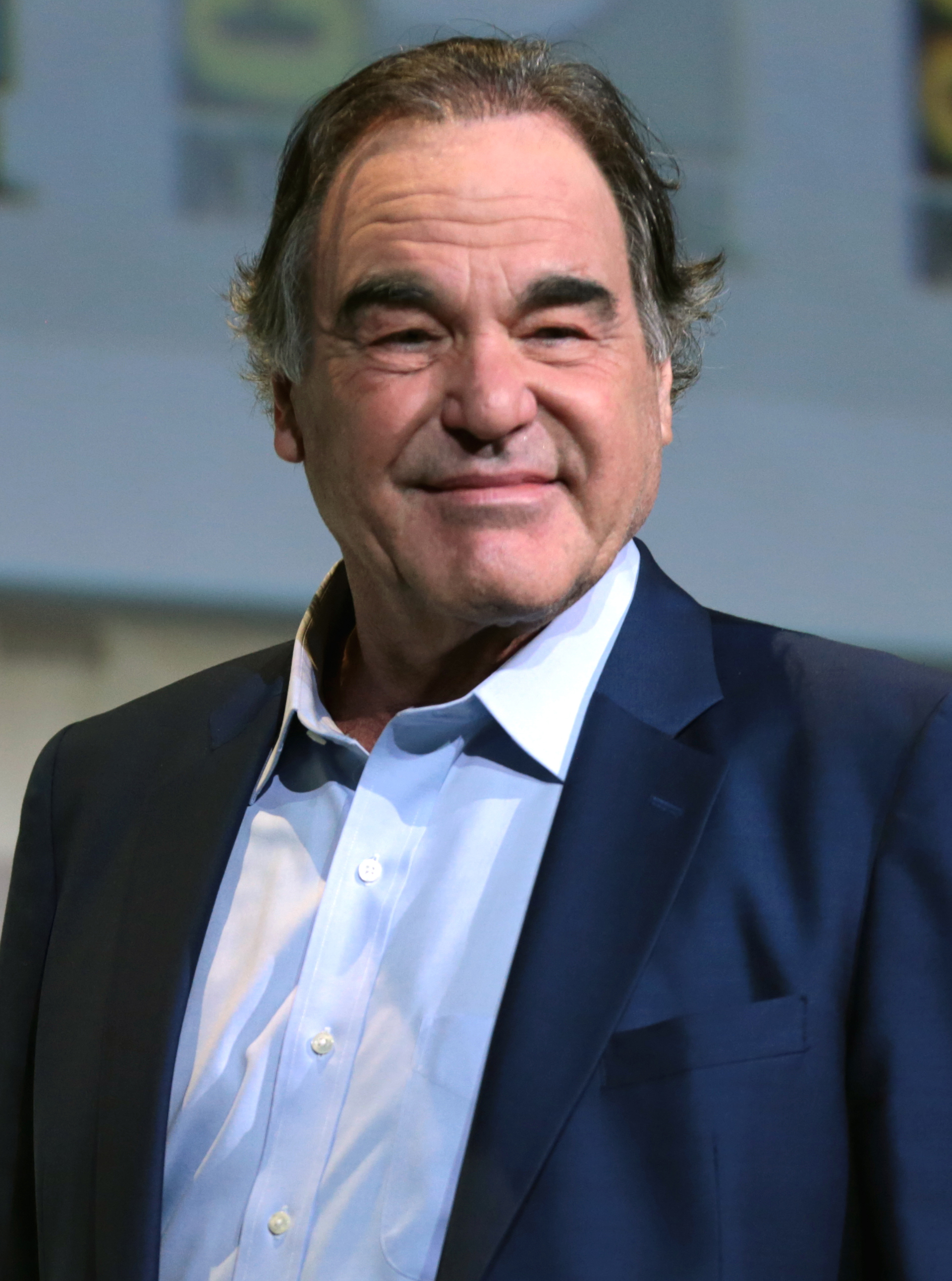
Oliver Stone (* 1946)

- Stone, Olly (* 1993), englischer Cricketspieler
- Stone, Ormond (1847–1933), US-amerikanischer Astronom und Mathematiker
- Stone, Patrick (1939–2022), britischer Generalmajor
- Stone, Peggy (1907–2009), deutsch-US-amerikanische Jazzpianistin
- Stone, Peter (1930–2003), US-amerikanischer Drehbuch- und Musicalautor
- Stone, Peter (* 1957), britischer Prähistoriker
- Stone, Peter (* 1971), US-amerikanischer Informatiker
- Stone, Philip (1924–2003), britischer Schauspieler
- Stone, Randy (1958–2007), US-amerikanischer Schauspieler, Casting Director und Produzent
- Stone, Raymond E. (1915–2004), US-amerikanischer Politiker
- Stone, Richard (1913–1991), britischer Ökonom, Nobelpreisträger
- Stone, Richard (1928–2019), US-amerikanischer Politiker (Demokratische Partei)
- Stone, Robert (* 1958), US-amerikanischer Dokumentarfilmer
- Stone, Roger (* 1952), US-amerikanischer Politikberater und -stratege (Spin-Doctor)Roger Stone (* 1952)

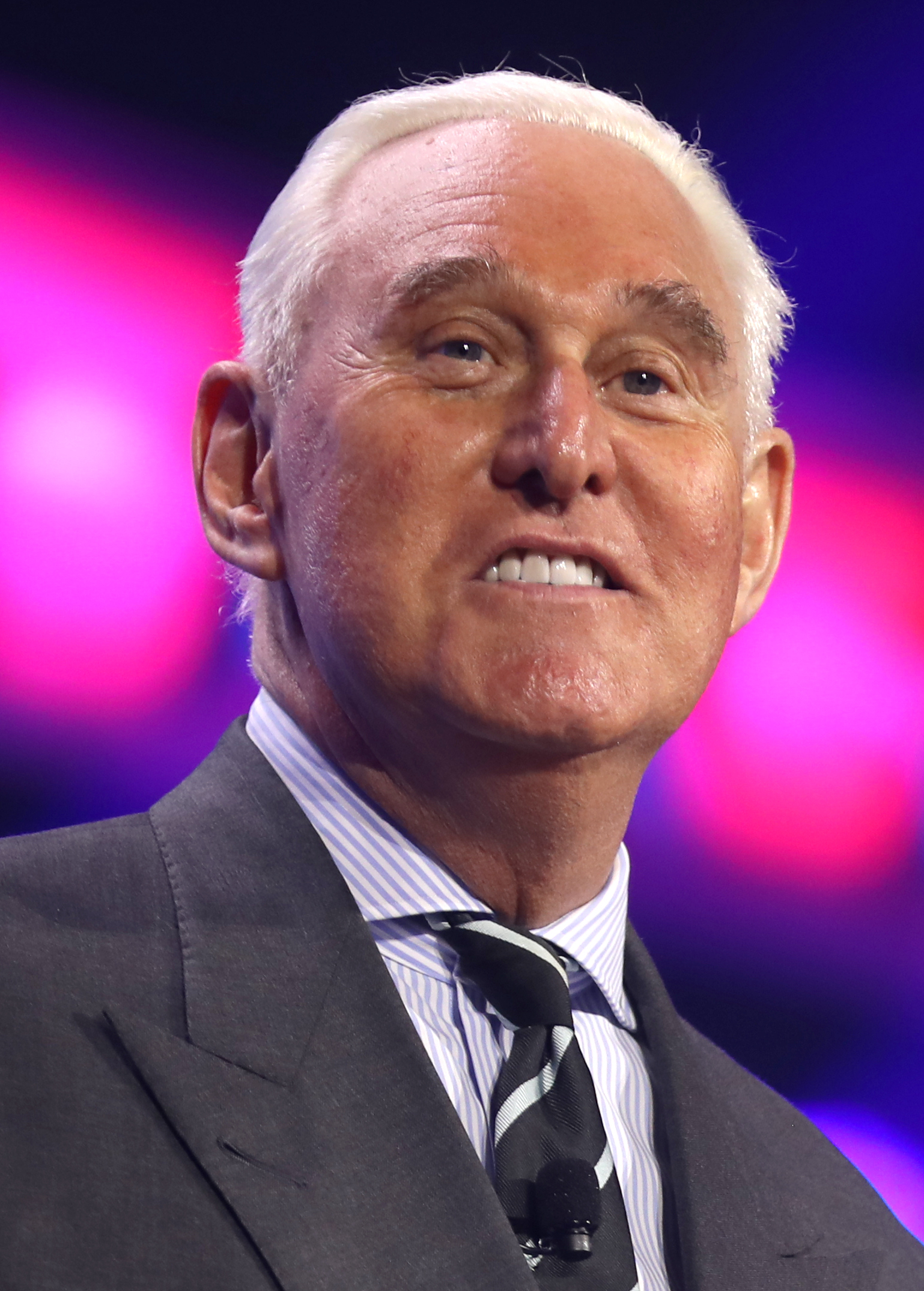
Roger Stone (* 1952)

- Stone, Ryan (* 1985), kanadischer Eishockeyspieler
- Stone, Samuel Hanson (1849–1909), US-amerikanischer Politiker
- Stone, Samuel John (1839–1900), anglikanischer Geistlicher und Kirchenlieddichter
- Stone, Sandy, US-amerikanische Akademikerin, Medientheoretikerin, Autorin und Performance-Künstlerin
- Stone, Sarah († 1844), britische Tier- und Stilllebenmalerin
- Stone, Sarmīte (* 1963), sowjetische Ruderin
- Stone, Sasha (1895–1940), russischer Fotograf
- Stone, Sean (* 1984), US-amerikanischer Regisseur, Produzent und Schauspieler
- Stone, Shane (* 1950), australischer Politiker
- Stone, Sharon (* 1958), US-amerikanische FilmschauspielerinSharon Stone (* 1958)

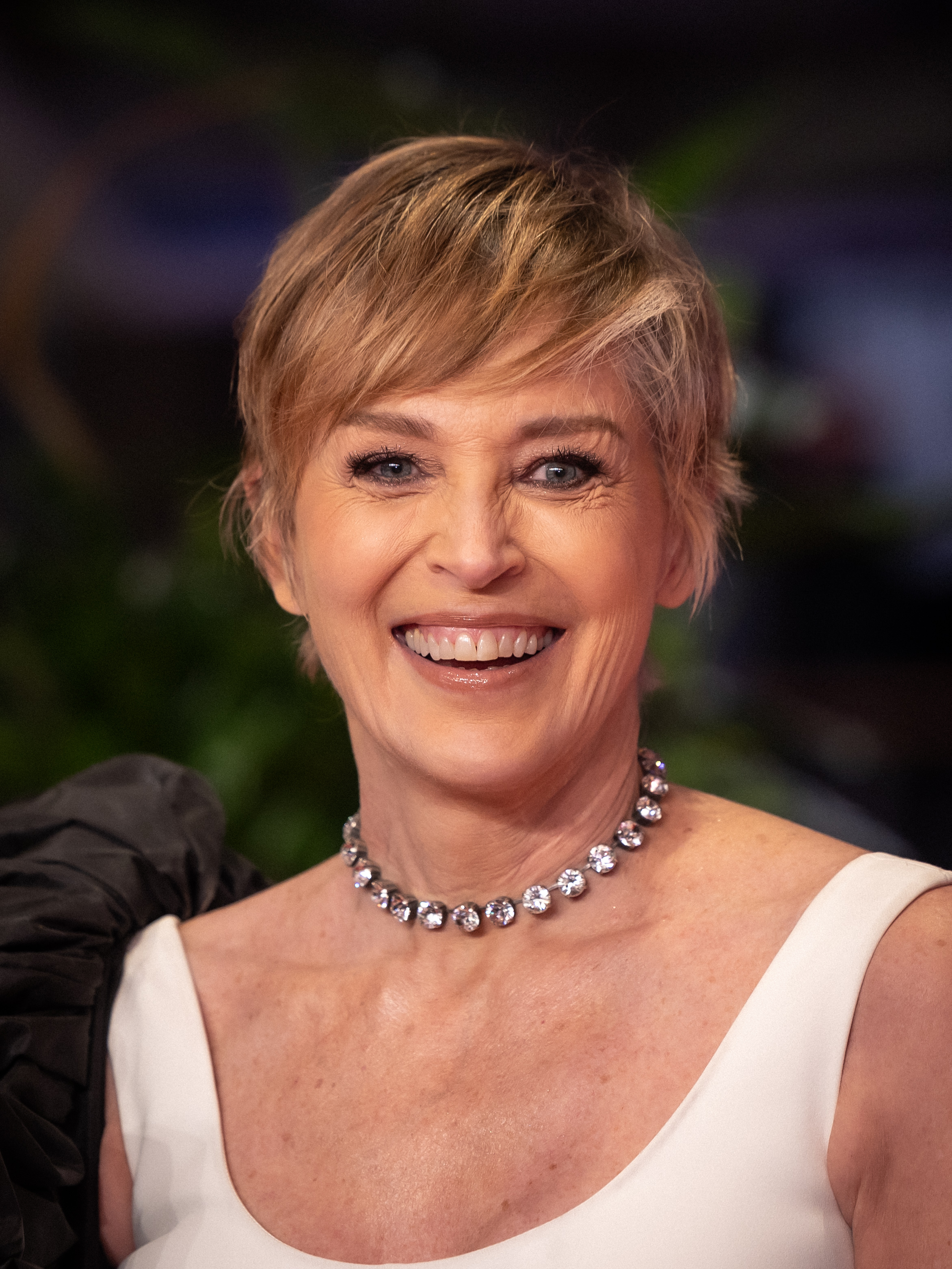
Sharon Stone (* 1958)

- Stone, Sheldon Leslie (1946–2021), US-amerikanischer Physiker
- Stone, Shepard (1908–1990), US-amerikanischer Journalist und Gründer des Berliner Aspen-Instituts
- Stone, Simon (* 1984), australisch-schweizerischer Regisseur, Autor und Schauspieler
- Stone, Sly (1943–2025), US-amerikanischer Funk-Sänger und Komponist
- Stone, Spencer (* 1992), US-amerikanischer Soldat
- Stone, Steve (* 1971), englischer Fußballspieler
- Stone, Stuart (* 1980), kanadischer Schauspieler, Synchronsprecher, Fernseh- und Filmproduzent, Drehbuchautor, Filmkomponist, Filmregisseur und Sänger
- Stone, Tamara Ireland (* 1969), US-amerikanische Autorin
- Stone, Thomas (1743–1787), britisch-US-amerikanischer Jurist und Plantagenbesitzer, einer der Gründerväter der USA
- Stone, Ulysses S. (1878–1962), US-amerikanischer Politiker
- Stone, W. Clement (1902–2002), US-amerikanischer Unternehmer, Philanthrop und Autor
- Stone, William († 1660), Gouverneur der Province of Maryland
- Stone, William (1791–1853), US-amerikanischer Politiker
- Stone, William A. (1846–1920), US-amerikanischer Politiker
- Stone, William Henry (1828–1901), US-amerikanischer Politiker
- Stone, William J. (1848–1918), US-amerikanischer Politiker
- Stone, William Johnson (1841–1923), US-amerikanischer Politiker
- Stone, William M. (1827–1893), US-amerikanischer Politiker
- Stone, William S. (1910–1968), US-amerikanischer Offizier, General der US Air Force
- Stone, Witmer (1866–1939), US-amerikanischer Zoologe und Botaniker
- Stone, Yael (* 1985), australische SchauspielerinYael Stone (* 1985)

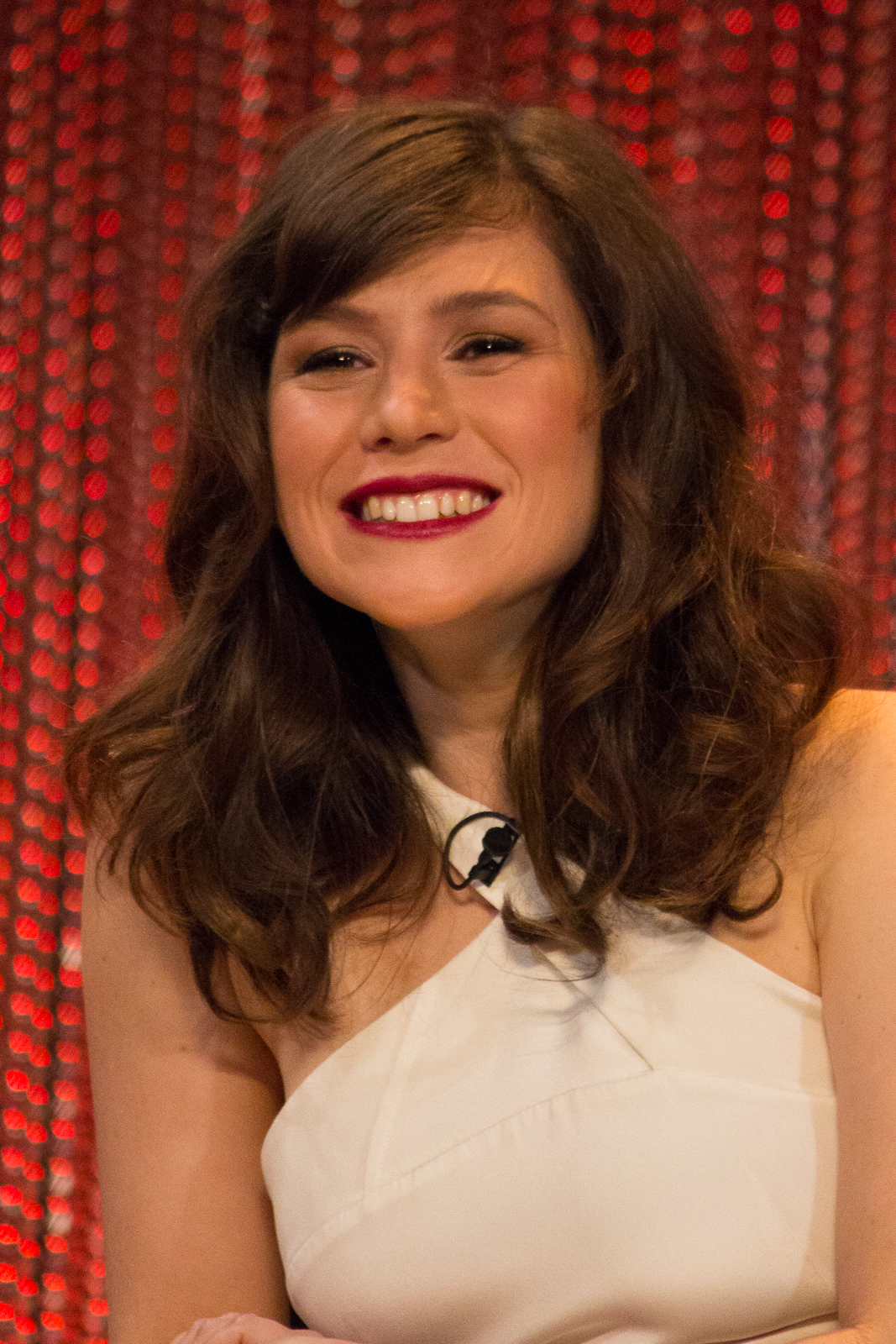
Yael Stone (* 1985)

- Stöneberg, Tim Olrik (* 1973), deutscher Schauspieler
- Stonebraker, Michael (* 1943), US-amerikanischer Informatiker
- Stonebridge, Lyndsey (* 1965), britische Literaturwissenschaftlerin
- Stoneham, Ben, Baron Stoneham of Droxford (* 1948), britischer Peer, Journalist und Politiker
- Stoneham, Harry (1930–2018), britischer Musiker (Orgel, Keyboard)
- Stonehill, Randy (* 1952), US-amerikanischer Sänger und Komponist
- Stonehouse, Bernard (1926–2014), britischer Zoologe, Polarforscher und Sachbuchautor
- Stonehouse, John (1925–1988), britischer Politiker, Mitglied des House of Commons und StaatssekretärJohn Stonehouse (1925–1988)

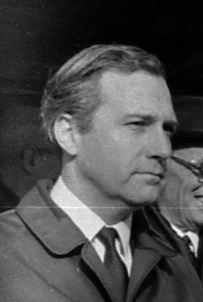
John Stonehouse (1925–1988)

- Stonehouse, Walter (1597–1655), englischer Geistlicher
- Stoneking, C. W. (* 1974), australischer Blues-Musiker
- Stoneking, Mark (* 1956), US-amerikanischer Genetiker
- Stoneley, Crew (1911–2002), britischer Sprinter
- Stoneman Douglas, Marjory (1890–1998), US-amerikanische Journalistin, Autorin, Verfechterin des Frauenwahlrechts und Naturschützerin
- Stoneman, Bertha (1866–1943), US-amerikanische Botanikerin und Hochschullehrerin
- Stoneman, Dean (* 1990), britischer Automobilrennfahrer
- Stoneman, Ernest (1893–1968), US-amerikanischer Countrymusiker
- Stoneman, George (1822–1894), US-amerikanischer Offizier und Politiker
- Stoneman, Richard (1951–2025), britischer klassischer Altertumswissenschaftler
- Stonequist, Everett V. (1901–1979), US-amerikanischer Soziologe
- Stoner, Alyson (* 1993), US-amerikanische Schauspielerin, Sängerin und Tänzerin
- Stoner, Casey (* 1985), australischer Motorradrennfahrer
- Stoner, Clayton (* 1985), kanadischer Eishockeyspieler
- Stoner, Edmund Clifton (1899–1968), englischer theoretischer Physiker
- Stoner, Eugene (1922–1997), US-amerikanischer Ingenieur und Unternehmer
- Stoner, Frank (1894–1966), US-amerikanischer General
- Stoner, Rob (* 1948), amerikanischer Rockmusiker und Songwriter
- Stones, Cam (* 1992), kanadischer Bobfahrer
- Stones, Dwight (* 1953), US-amerikanischer Leichtathlet
- Stones, Edgar L. (1900–1974), US-amerikanischer Techniker
- Stones, John (* 1994), englischer Fußballspieler
- Stonestreet, Eric (* 1971), US-amerikanischer SchauspielerEric Stonestreet (* 1971)

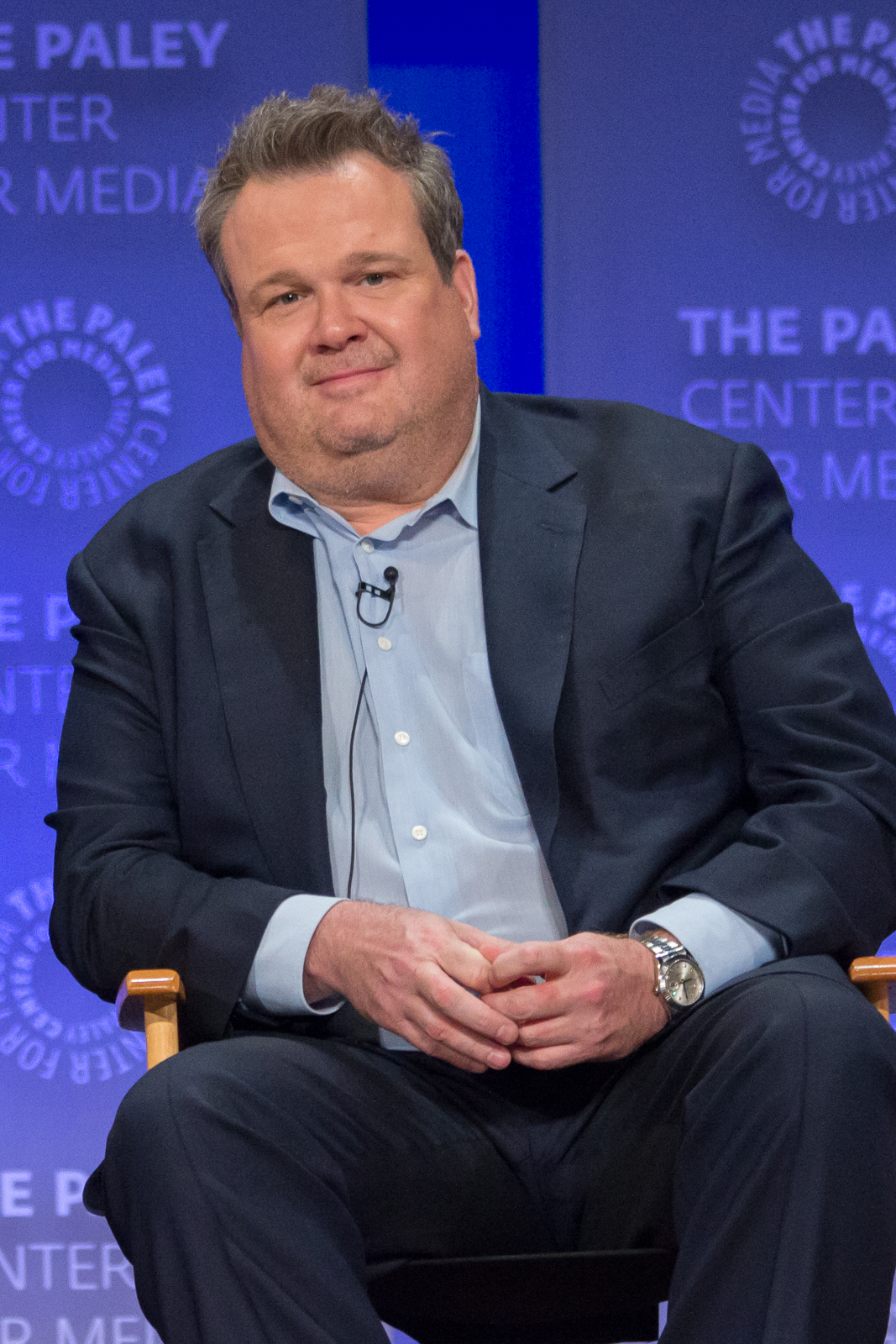
Eric Stonestreet (* 1971)

- Stoney, Bindon Blood (1828–1909), irischer Astronom
- Stoney, Casey (* 1982), englische Fußballspielerin
- Stoney, Edith (1869–1938), irische Physikerin
- Stoney, Florence (1870–1932), irische Ärztin
- Stoney, George C. (1916–2012), US-amerikanischer Dokumentarfilmer und Hochschullehrer
- Stoney, George Johnstone (1826–1911), irischer Physiker
- Stoney, William (1898–1980), britischer Schwimmer
- Stoneyisland-Mann, irischer Moorleichnam

### Stong
- Stong, Robert (1936–2008), US-amerikanischer Mathematiker

### Stoni
- Stonie, Matt (* 1992), US-amerikanischer Wettesser
- Stonier, Matthew (* 2001), britischer Leichtathlet
- Stonier, Tom (1927–1999), deutscher Biologe, Philosoph und Informationswissenschaftler
- Stoning, Henry, englischer Komponist der Renaissance

### Stonk
- Stonkutė, Gabrielė (* 2001), litauische Boxerin

### Stonn
- Stonner, Anton (1895–1973), deutscher römisch-katholischer Geistlicher, Hochschullehrer

### Stono
- Stonor, Francis, 4. Baron Camoys (1856–1897), britischer Peer und Politiker
- Stonor, Thomas, 7. Baron Camoys (1940–2023), britischer Peer und Politiker
- Stonor, William († 1494), englischer Ritter

### Stony
- Stonys, Rimandas (* 1953), litauischer Unternehmer